# HD29783
HD29783 — подвійна зоря. 
Ця подвійна система має видиму зоряну величину в смузі V приблизно 8,0.
Вона розташована на відстані близько 411,3 світлових років від Сонця.

## Подвійна зоря
Головна зоря цієї системи належить до хімічно пекулярних зір й має спектральний клас A3.
Інша компонента має  спектральний клас A8.